# Dario Michaelis
Dario Michaelis, talvolta accreditato come Dario Michaels e Dario Micheli (Resistencia, 29 marzo 1927 – Roma, 5 gennaio 2001), è stato un attore argentino naturalizzato italiano.
Ha lavorato nel cinema italiano, interpretando fra l'altro il film musicarello del 1959 Destinazione Sanremo.

## Biografia
Caratterista attivo anche in televisione, la sua filmografia include una trentina di titoli e la sua carriera si è sviluppata fra il 1949, con l'esordio in Amore e sangue, in cui fu diretto da Marino Girolami e il 1973, quando prese parte alla miniserie televisiva L'età di Cosimo de' Medici.
Ha interpretato film di vario genere, fra cui film del cinema horror e film peplum, e il fotoromanzo "Regalami una mamma" (nel periodico "Monica-Roman Film", anno 4 n.3, marzo 1966).

## Filmografia parziale
- Come scopersi l'America, regia di Carlo Borghesio (1949)
- Amore e sangue, regia di Marino Girolami (1951)
- I figli non si vendono, regia di Mario Bonnard (1952)
- Carica eroica, regia di Francesco De Robertis (1952)
- Allarme a sud (Alerte au sud), regia di Jean Devaivre (1953)
- I cinque dell'Adamello, regia di Pino Mercanti (1954)
- Nanà (Nana), regia di Christian-Jaque (1955)
- Londra chiama Polo Nord, regia di Duilio Coletti (1956)
- I vampiri, regia di Riccardo Freda (1957)
- L'ultima violenza, regia di Raffaello Matarazzo (1957)
- La morte viene dallo spazio, regia di Paolo Heusch (1958)
- Il padrone delle ferriere, regia di Anton Giulio Majano (1959)
- Ritrovarsi all'alba, regia di Adolfo Pizzi (1959)
- Destinazione Sanremo, regia di Domenico Paolella (1959)
- La strada dei giganti, regia di Guido Malatesta (1960)
- I briganti italiani, regia di Mario Camerini (1961)
- Minaccia occulta, regia di Umberto Paolessi (1962)
- Sfida a Rio Bravo (Desafío en Río Bravo), regia di Tulio Demicheli (1964)
- Il gladiatore che sfidò l'impero, regia di Domenico Paolella (1965)
- Golia alla conquista di Bagdad, regia di Domenico Paolella (1965)
- Agente 077 missione Bloody Mary, regia di Sergio Grieco (1965)
- Agente S03 operazione Atlantide, regia di Domenico Paolella (1965)
- Gli uomini dal passo pesante, regia di Albert Band, Mario Sequi (1965)
- Uno dopo l'altro, regia di Nick Nostro (1968)
- Così dolce... così perversa, regia di Umberto Lenzi (1969)
- Lo strangolatore di Vienna, regia di Guido Zurli (1971)
- Il caso Mattei, regia di Francesco Rosi (1972)
- Movie Rush - La febbre del cinema, regia di Ottavio Fabbri (1976)